# Сальван (Вале)
Сальван (фр. Salvan) — громада  в Швейцарії в кантоні Вале, округ Сен-Моріс.

## Географія
Громада розташована на відстані близько 100 км на південь від Берна, 30 км на південний захід від Сьйона.
Сальван має площу 53,5 км², з яких на 1,9% дозволяється будівництво (житлове та будівництво доріг), 6,1% використовуються в сільськогосподарських цілях, 28,5% зайнято лісами, 63,5% не є продуктивними (річки, льодовики або гори).

## Демографія
2019 року в громаді мешкало 1416 осіб (+20,8% порівняно з 2010 роком), іноземців було 8,6%. Густота населення становила 26 осіб/км².
За віковим діапазоном населення розподілялося таким чином: 17,5% — особи молодші 20 років, 60,2% — особи у віці 20—64 років, 22,2% — особи у віці 65 років та старші. Було 685 помешкань (у середньому 2 особи в помешканні).
Із загальної кількості 307 працюючих 9 було зайнятих в первинному секторі, 47 — в обробній промисловості, 251 — в галузі послуг.